# Caloptilia flava
Caloptilia flava är en fjärilsart som först beskrevs av Otto Staudinger 1871.  Caloptilia flava ingår i släktet Caloptilia och familjen styltmalar.
Artens utbredningsområde är:
- Afghanistan.
- Grekland.
- Kazakstan.
- Turkmenistan.
- Uzbekistan.

Inga underarter finns listade i Catalogue of Life.